# 李厚朴
李厚朴（1953年11月—），男，汉族，辽宁普兰店人，中华人民共和国新闻工作者，辽宁省广播电视局原局长、党组书记，中华全国新闻工作者协会原副主席。